# 클로드 오친렉
육군 원수 클로드 존 아이어 오친렉 경(Sir Claude John Eyre Auchinleck, 1884년 6월 21일 – 1981년 3월 23일)은 제2차 세계 대전 당시 영국 육군의 사령관을 맡은 인물 중 한 명이다. 그는 군 복무 기간 대부분을 인도에서 보냈고, 1941년 초 영국령 인도 제국군의 사령관이 되었다. 1941년 7월, 그는 중동 전역의 총사령관으로 임명되었지만, 북아프리카에서 초기의 성공 이후 영국군은 패배를 겪었고, 1942년 제2차 엘 알라메인 전투에서 간신히 승리를 거둘 수 있었다. 1943년 6월, 그는 인도 사령관이 되었고, 그는 제1대 슬림 자작 윌리엄 슬림이 지휘하는 제14군의 훈련과 보급, 병력 유지를 지원했다. 그는 1947년 인도 분할 이전까지 인도 사령관으로 복무했고, 1948년 말까지 인도 파키스탄 최고사령관으로 복무하며 인도와 파키스탄의 모든 영국군을 지휘했다.